# Заугольников, Василий Сергеевич
Васи́лий Серге́евич Зауго́льников (19 августа 1905, Нижнесмородино, Поныровская волость, Фатежский уезд, Курская губерния, Российская империя — 27 июля 1999, Йошкар-Ола, Марий Эл, Россия) — советский военный деятель. В годы Великой Отечественной войны — заместитель командира 408 отдельного истребительного противотанкового дивизиона 100 стрелковой дивизии на Воронежском, Центральном, 1 Белорусском фронтах (1942—1943), замполит 115 гвардейского миномётного полка 35 отдельной гвардейской миномётной бригады, гвардии подполковник (1943—1945). Член ВКП(б).

## Биография
Родился 19 августа 1905 года в дер. Нижнесмородино ныне Поныровского района Курской области.
В 1927—1929 годах служил в рядах РККА.
В 1930 году окончил школу в родном селе. В 1935 году окончил Поволжский лесотехнический институт имени М. Горького в Йошкар-Оле.
В 1942 году вновь призван в Красную Армию. Участник Великой Отечественной войны: заместитель командира 408 отдельного истребительного противотанкового дивизиона 100 стрелковой дивизии на Воронежском, Центральном, 1 Белорусском фронтах; с 1943 года — замполит 115 гвардейского миномётного полка 35 отдельной гвардейской миномётной бригады, гвардии подполковник. Участвовал в боях за освобождение Курска, Воронежа, Орла, Белгорода, Белоруссии, Польши, во взятии Берлина. Был единожды ранен. Награждён орденами Красного Знамени,  Отечественной войны I (дважды) и II степени (дважды), Красной Звезды и медалями. В июне 1950 года уволен в запас.
В 1950—1978 годах — преподаватель, доцент кафедры машин, технологий и проектирования лесопромышленных производств Марийского политехнического института.
Скончался 27 июля 1999 года в Йошкар-Оле.

## Боевые награды
- Орден Красного Знамени (09.06.1945)[6]
- Орден Отечественной войны I степени (15.09.1944, 06.04.1985)[6][7]
- Орден Отечественной войны II степени (21.01.1944, 17.02.1945)[6]
- Орден Красной Звезды (17.08.1943)[6]
- Медаль «За боевые заслуги» (20.06.1949)[6]
- Медаль «За взятие Берлина»[6]
- Медаль «За победу над Германией в Великой Отечественной войне 1941—1945 гг.» [6]
- Медаль «За освобождение Варшавы»[6]
- Юбилейная медаль «Двадцать лет Победы в Великой Отечественной войне 1941—1945 гг.»[6]
- Медаль «За воинскую доблесть. В ознаменование 100-летия со дня рождения Владимира Ильича Ленина»[6]